# Les Amants de Capri
Pour plus de détails, voir Fiche technique et Distribution.
Les Amants de Capri (September Affair) est un film américain réalisé par William Dieterle, sorti en 1950.

## Synopsis
L'industriel David Lawrence et la pianiste Manina Stuart ratent leur correspondance à l'aéroport de Naples et sont ainsi sauvés d'un crash. Alors que tout le monde les croit morts ils vivent leur romance à Florence. L'épouse de Lawrence les retrouve...

## Fiche technique
- Titre : Les Amants de Capri
- Titre original : September Affair
- Réalisation : William Dieterle
- Scénario : Ben Hecht (non crédité), Andrew Solt et Robert Thoeren d'après une histoire de Fritz Rotter et Robert Thoeren
- Production : Hal B. Wallis
- Société de production : Paramount Pictures
- Musique : Victor Young (avec la chanson September Song de Maxwell Anderson, musique de Kurt Weill)
- Photographie : Charles Lang et Victor Milner
- Montage : Warren Low
- Direction artistique : Franz Bachelin et Hans Dreier
- Costumes : Edith Head
- Effets visuels : Farciot Edouart, Gordon Jennings et Dewey Wrigley (non crédité)
- Pays d'origine : États-Unis
- Format : Noir et blanc - Son : Mono (Western Electric Recording)
- Genre : Drame et romance
- Durée : 104 minutes
- Dates de sortie : 
  - États-Unis : 18 octobre 1950

## Distribution
- Joan Fontaine (VF : Nicole Vervil) : Marianne 'Manina' Stuart
- Joseph Cotten (VF : Jean Martinelli) : David Lawrence
- Françoise Rosay (VF : Elle-même) : Maria Salvatini
- Jessica Tandy (VF : Renée Simonot) : Catherine Lawrence
- Robert Arthur (VF : Guy Loriquet) : David Lawrence Jr
- Jimmy Lydon (VF : Michel André) : Johnny Wilson
- Fortunio Bonanova (VF : Abel Jacquin) : Grazzi
- Grazia Narciso (VF : Elle-même) : Bianca
- Anna Demetrio (VF : Suzanne Courtal) : Rosita
- Lou Steele (VF : Roger Rudel) : Vittorio Portini
- Frank Yaconelli (VF : Fernand Rauzena) : M. Peppino
- Charles Evans : Charles Morrison

## Distinctions
- Victor Young remporte le Golden Globe de la meilleure musique de film 1952
- William Dieterle est nommé au Festival de Venise 1950